# Koriakos
Los koriakos (o también koryaks o coriacos) son un pueblo indígena del krai de Kamchatka (en especial en Koriakia) en el Extremo Oriente ruso, que habitan en las costas del mar de Bering hacia el sur de la cuenca del río Anádir y el país del norte junto a la península de Kamchatka, siendo Tiguilsk el límite más meridional. Son similares a los chukchis, a quien se parecen mucho en el físico y en su forma de vida. Además, están relacionados lejanamente a los kamchadal (itelmens) en la península de Kamchatka.
Los vecinos de los koriakos son los evens o evenkis al oeste de las tierras de los koriakos, los alútors en el sur, en el istmo de la península de Kamchatka, los kereks al este, y los chukchis al noreste.
Los koriakos suelen dividirse en dos grupos. El pueblo costero de los Nemelan (o Nymylan) que significa "habitantes del pueblo", debido a sus hábitos de pesca sedentarios; y los koryaks del interior, pastores de renos llamados Chauchen (o Chauchven) que significa "ricos en renos' y que son más nómadas.
El idioma koriako y su pariente, los alútor, son lingüísticamente muy cercanos al chukchi. Son miembros de la familia de lenguas chukotko-kamchatkas.

## Etimología
El nombre koryak viene de la palabra exónima "Korak" que significa "con los renos (Kkor)" en idioma coriaco. Los primeros escritos con la denominación «Koryak" fueron registrados por el explorador ruso Stepán Krashenínnikov en 1775. La variante del nombre fue adoptada en Rusia por los documentos oficiales del Estado lo que la popularizó desde entonces.

## Origen
El origen de los koriakos actualmente se desconoce. Los antropólogos han especulado con que un puente de tierra conectaba la Eurasia y el continente norteamericano durante el Pleistoceno. Así, es posible que las personas que iban en viaje hacia América del Norte cruzaran por las que hoy son las tierras koryáks. Además, se ha sugerido que los pueblos iban y venían entre las dos zonas antes de la glaciación, y que los ancestros de los koryáks habían regresado al Asia siberiana desde América del Norte. Existen algunas similitudes culturales y lingüísticas entre los nivkh y los koryáks.

## Historia
Alguna vez los koryáks deambularon por un área mucho más grande del Extremo Oriente ruso. Sus fronteras se superponían con las zonas nivkh en krai de Jabárovsk llegando hasta los evens y los empujó a su región actual. La guerra con los cosacos rusos y una epidemia de viruela en 1769-1770 redujo la población de los koryak de 10-11.000 en 1700 a los 4.800 en 1800. Se formó en 1931 un Distrito Autónomo de los Koriak, nombrado después Koriakia, pero esta se fusionó con el krai de Kamchatka el 1 de julio del 2007.

## Cultura
Las familias suelen reunirse en grupos de seis o siete, formando bandas, en la que el jefe nominal no tenía autoridad predominante, semejante al igualitarismo común en grupos pequeños. La vida giraba en torno al reno. Era la principal fuente de alimentos. La carne se comía principalmente asado y la sangre, la médula y la leche se bebían o comían crudas. El hígado, corazón, riñón y la lengua eran exquisiteces. El salmón y otros peces de agua dulce, así como las bayas y raíces desempeñaban un papel importante en su dieta ya que los renos no tenían algunas de las vitaminas, minerales y la fibra necesarias para sobrevivir en la rigurosa tundra. El queso, la mantequilla y la leche fermentada se producían a partir de la leche. En estos días los koryaks también tienen alimentos procesados como el pan, los cereales y el pescado enlatado. Los koryáks además venden sus renos cada año para hacer dinero pero recuperan su ganado gracias a la gran población de renos. La ropa estaba hecha de pieles de renos, pero hoy en día los hombres y las mujeres las reemplazan con telas. Los hombres llevaban pantalones holgados y una camisa de cuero que a menudo tiene una capucha, las botas y gorras tradicionales se usan todavía y están hechas de piel de reno. Las mujeres usaban lo mismo que los hombres, pero con una camisa que llegaba hasta las pantorrillas. Hoy en día las mujeres llevan una tela en la cabeza y falda, pero visten la túnica de piel de reno en tiempos de frío. Los koryak vivían en tiendas cónicas con forma de tipi, pero menos vertical. Estaban cubiertas de muchas pieles de reno y se las llamaba chum (Chum (tent)). Muchas familias siguen viviendo en ellas, pero algunos viven en cabañas de madera. En el centro del chum había un fuego que ha sido sustituido por una estufa de hierro. Las camas de cuero de reno se colocaban hacia el este del chum y en pequeños armarios las familias almacenan los alimentos, ropa y objetos personales.

## Transporte
Los koryáks usaban los renos para moverse, pero también armaban trineos tirados por renos al mover el campamento. También se usan motos de nieve pero en menor medida que los renos. A los niños se les enseña a montar en trineo de renos a una edad muy temprana. A los renos que se montan se les cortan los cuernos para asegurarse de que el jinete no se lastime. Las raquetas de nieve se utilizan en invierno, cuando la nieve es muy profunda para poder caminar. Son hechas de tendones de renos y tiras de cuero unidas a un aro de sauce o abedul con forma de raqueta de tenis. Las correas de tendones se utilizan para sujetar el zapato al pie.

## Religión
Los koryáks practican un sistema de creencias animistas sobre todo a través del chamanismo. El centro de la mitología koryak gira en torno al chamán sobrenatural Quikil (Gran-Cuervo), quien fue el primer hombre y protector de los koryak. Los grandes mitos del cuervo también se encuentran en los tlingit, los tsimshian, y otros pueblos amerindios de la Costa Noroeste.

## Medio ambiente
Las tierras de los koryáks son montañosas y volcánicas, y cubiertas en su mayoría por la tundra ártica. Los árboles de coníferas se encuentran cerca de las regiones del sur, cercanas a la costa del golfo de Shélijov del mar de Ojotsk. Las regiones nortinas del interior son mucho más frías y sólo con arbustos diversos, pero los suficientes para sostener las migraciones de les renos. La temperatura media en invierno es de -25 °C (-13 °F) mientras que los veranos son cortos de 12 °C (53 °F). El entorno que abarcaban antes de la colonización rusa fue 301.500 km² (116.410 mi²), que correspondía aproximadamente al Distrito Autónomo de los Koriak en la que su centro administrativo es Palana. Los koryáks son el grupo minoritario más grande con 8.743 personas entre los más grandes colonizadores cosacos rusos.

## Lecturas relacionadas
- G. Kennan, Tent Life in Siberia (1871); "Über die Koriaken u. ihnen nähe verwandten Tchouktchen," in But. Acad. Sc. St. Petersburg, xii. 99.
- Jochelson, Waldemar. The Koryak. New York: AMS Press, 1975. ISBN 0-404-58106-4
- Jochelson, Vladimir Il'ich, and F. Boas. Religion and Myths of the Koryak Material Culture and Social Organization of the Koryak. New York: [s.n.], 1908.
- Nagayama, Yukari ed. The Magic Rope Koryak Folktale. Kyoto, Japan: ELPR, 2003.